# ロバート・マグナス
ロバート・マグナス（Robert Magnus、1947年4月28日 - ）は、アメリカ海兵隊の退役大将。2005年9月8日から2008年7月2日まで、第30代海兵隊副司令官を務めた。合計38年間の勤務の後、2008年7月17日に現役を除隊した。

## 経歴
マグナスは、1947年4月28日、経理担当事務員の父親と裁縫師の母親の間に、ニューヨーク州のブルックリンで生まれた。その後、ブルックリンのフラットブッシュ近郊からロング・アイランドのレビットタウンの労働者階級コミュニティーに引っ越した。「ジャガイモ畑から3キロも離れていないところ」だったという。マグナスは、週に3日は保守的なヘブライ語学校に通い、ロング・アイランドのヒックスビル・ユダヤ人センターでバル・ミツワーを祝った。
バージニア大学 で現代ヨーロッパおよび ロシア史を専攻し、文学士の学位を取得して1969年に卒業し、海兵隊に少尉として任官した。 1993年には、 ストレイヤー大学で経営学の 修士号 を取得した。軍においては、海軍パイロット・トレーニング、アメリカ海兵隊大学および国防大学を卒業している。

## 海兵隊での経歴
マグナスは、1969年にバージニア州クワンティコで基本課程を卒業した後、海軍航空訓練コマンドに配属となり、海軍パイロットの資格を得た。
1974年10月には、海兵隊を一旦除隊し、ウォール街で15か月間勤務した。マグナスは、この時のことについて、「 3つのことに気付きました。飛ぶのが本当に好きで、人特に海兵隊員を導くのが本当に好きで、ウォール街は私に向いていなかったのです。」と語っている。海兵隊に復帰したマグナスは CH-46 ヘリコプターの兵器・戦技教官に配置された。
マグナスの部隊勤務歴は、次のとおり。HMM-264情報士官、任務部隊デルタH&MS-15捜索救難分遣隊運用士官 、運用施設隊訓練士官、MAG-26およいVMM-263航空安全士官、MAG-26およびHMM-261兵器・戦技教官、MAG-29運用士官、HMM-365指揮官、ウエスタン・エリア海兵隊航空基地司令官、ミラマー海兵隊航空基地司令官、太平洋海兵隊副司令官（1999年～2000年7月）
参謀勤務歴は、次のとおり。Aviation Assault Medium Lift Requirements Officer、統合参謀本部兵站即応センター長、統合参謀本部副参謀長、航空計画およびプログラム部署長、航空担当フック参謀長、計画・政策および運用副司令官補佐（2000年7月～2001年8月）、プログラムおよびリソース副司令官（2001年8月～2005年9月）
2005年11月1日に大将に昇任し、2005年11月8日に第30代海兵隊副司令官に就任した。  2008年7月2日、ジェームズ・F・アモス大将に副司令官を交代した。 2008年7月17日に退官式を行い、合計38年間の軍歴を終えた。長年にわたるアメリカ軍への卓越した貢献により海軍殊勲賞を受賞した。 公式の退官年月日は、2008年9月1日であり、ベトナム戦争に従軍した最後の現役海兵隊士官となった。

## 表彰および勲章
|           |  |                           |             |
| Gold star |  |                           |             |
|           |  | Bronze star · Bronze star |             |
|           |  |                           | Bronze star |

| Naval Aviator Badge                                       |                                       |                                                   |                                                      |
| Navy Distinguished Service Medal with one gold award star | Defense Superior Service Medal        | Legion of Merit                                   | Navy and Marine Corps Achievement Medal              |
| Joint Meritorious Unit Award                              | Navy Meritorious Unit Commendation    | National Defense Service Medal w/ 2 service stars | Armed Forces Expeditionary Medal                     |
| Vietnam Service Medal                                     | Global War on Terrorism Service Medal | Humanitarian Service Medal                        | Navy Sea Service Deployment Ribbon w/ 1 service star |
| Office of the Joint Chiefs of Staff Identification Badge  |                                       |                                                   |                                                      |